# Римско освајање Пиринејског полуострва
Римско освајање Пиринејског полуострва је процес који обухвата период од Другог пунског рата до Агрипиног пацификовања Хиспаније 19. године п. н. е. Пре доласка Римљана, Пиринејско полуострво је било делимично под картагинском влашћу, док је већина полустрва била под домородачким племенима Келтибера и Лузитанаца. Римљани су почели своје освајање Пиринејског полуострва захваљујући Другом пунском рату, јер су том приликом од Картагине преузели пунске поседе у Хиспанији.

## Други пунски рат
Рим је склопио споразум са градом Сагунтом у непознатом тренутку (претпоставља се 226. године п. н. е, можда нешто раније, а можда и 223/2.). Сама садржина споразума је такође спорна, али је сигурно да је путем овог споразума Рим тежио да успостави своје присуство у Хиспанији. Између Римљана и Хаздрубала је 226. године п. н. е. постигнут споразум, по коме је одређено да Картагињани неће прелазити реку Ебро под оружјем, чиме је извршена подела интересних сфера. Притом, Сагунт је био јужно од Ебра. Ханибал га је опсео и заузео 219. године п. н. е, а Римљани су реаговали слањем делегације 218. године п. н. е, која је поставила ултиматум (предаја Ханибала или рат), на шта је картагински одговор био рат.
Током Другог пунског рата, део римске војске се борио у Хиспанији, под командом Гнеја Корнелија Сципиона. Већ 218. године п. н. е, ова војска је успоставила римску контролу над читавим простором од реке Ебро до Пиринеја. Картагинском војском на Пиринејском полуострву је командовао Ханибалов брат, Хаздрубал. Хаздрубал је 217. године пошао у офанзиву преко реке Ебро, али је побеђен. Тада је римски сенат одлучио да пошаље у Хиспанију и Гнејевог брата Публија. Њих двојица су потом кренули пут Сагунта. Поново су победили Хаздрубала 216. године, чиме је утврђена римска позиција на полуострву. Римљани су Сагунт заузели 212. године. Међутим, следеће године су браћа погинула у биткама против Картагињана и римска позиција је знатно погоршана. Команду над римском војском у Хиспанији је 210. године п. н. е. преузео Публије Корнелије Сципион млађи. Он је идуће године заузео Нову Картагину. Одлучујућа битка се десила 206. године, код Илипа, након чега су Римљани убрзо заузели све картагинске поседе у Хиспанији.

## Ратови против домородаца
Након Другог пунског рата, римска Хиспанија је организована у две провинције, овострану и онострану Хиспанију. Побуна домородаца је угушена 199. године п. н. е, након чега су легије повучене из Хиспаније. То је омогућило да избије нова побуна, која је угушена 197. године. На зиму 196-195. године у Хиспанију је послат Марко Порције Катон, који је тада био изабрани конзул. Са собом је повео две легије, тако да их је у Хиспанији од тада било укупно четири. Радио је на умиривању немирних племена под римском влашћу, а покушао је и да заузме Нумансију, у чему је био неуспешан. Од краја деценије, Римљани су били суочени и са Лузитанцима и Келтиберима. У периоду од 182. до 178. године п. н. е, под командом Квинта Фулвија Флака и потом Тиберија Семпронија Граха, Римљани су успели да покоре територије Келтибера. Потом су ратовали против Лузитанаца.
Ипак, генерално је владао мир на полуострву све до 154. године п. н. е, када је почео још један сукоб са Лузитанцима и који се проширио тако да су се побунили и Келтибери. Њихова побуна је угушена 151. године, након што су Лузитанци побеђени претходне године. Лузитанци су поново напали 147. године, под вођством Виријата, и имали су успеха у борби против Римљана. Квинт Фабије Максим Емилијан је 144. године успео Виријатову војску да протера са римске територије. На Виријата је 139. године извршен атентат. Борбе су настављене са побуњеним Келтиберима и до 134. године је под римску власт стављено цело полуострво са изузетком планинског венца уз северну обалу, као и Нумансије у средишту полуострва. Нумансију је тада опсео Сципион Емилијан, па је она пала 133. године.
Након Нумансије, на северу полуострва су остали непокорени Астуријци и Кантабријци. Тек у време Октавијана Августа ће се наставити ширење римске власти у Хиспанији. Август је 26. године п. н. е. почео рат против ових непокорених племена. Рат је окончан 19. године, под вођством Агрипе, чиме је завршено освајање полуострва. Онострана Хиспанија је подељена на Бетику и Лузитанију, док је од овостране настала Тараконска Хиспанија.